# Nannopopillia colmanti
Nannopopillia colmanti är en skalbaggsart som beskrevs av Ohaus 1901. Nannopopillia colmanti ingår i släktet Nannopopillia och familjen Rutelidae. Inga underarter finns listade i Catalogue of Life.